# Ardakan
Ardakān (farsi اردكان) è il capoluogo dello shahrestān di Ardakan, circoscrizione Centrale, nella provincia di Yazd in Iran. Al censimento del 2016 contava 75 271 abitanti suddivisi in 22475 famiglie ed è la seconda maggiore città della provincia. Si trova 60 km a nord di Yazd e ha un clima secco.
La parola Ardakan in persiano significa "luogo santo" o "luogo pulito" (lingua persiana: arda + kan / lingua pahlavi: arta + gan). La città possiede molti monumenti storici religiosi, come la Moschea del Venerdì (Masjed-e Jameh), la Moschea Zire-deh, l'Emam-Zadeh Mir Seyyed Mohammad e centri zoroastriani. Il più noto dei quali, quello di Chak Chak, 40 km a est della città, è un famoso luogo di pellegrinaggio. È stata fondata nel XII secolo nella regione di Zardug.
Questa regione è uno dei centri zoroastriani dell'Iran e ci sono numerosi luoghi sacri per gli zoroastriani a Sharif-Abad, un villaggio vicino ad Ardakan. Ogni estate migliaia di zoroastriani da tutto il mondo si riuniscono lì per il pellegrinaggio.
Il santuario più importante è Pir-e Sabz Chak Chak. Altri santuari includono Pir Shah Eshtad Izad, Pir Shah Tashtar Izad, Pir Shah Mehr Izad e Pir Shah Morad.
Ardakan è il luogo di nascita dell'ex presidente iraniano, Mohammad Khatami. È anche un tipo di tappeto famoso in tutto il mondo.

## Quartieri
La città è suddivisa in 4 distretti: Zeyn Aldin, Koshkeno, Bazarno e Janat Abad.

## Curiosità
La città di Imola ha sottoscritto un patto di Cooperazione con Ardakan dal 21 ottobre 2019 al 4 ottobre 2022, il patto è stato interrotto in seguito alle violazioni dei diritti umani del governo iraniano.